# Punto de Alfvén
El punto de Alfvén es el límite que separa la corona solar del viento solar, definido como el punto donde la velocidad de Alfvén del plasma coronal y la velocidad del viento solar a gran escala son iguales. Lleva el nombre de Hannes Alfvén, y también se le llama superficie crítica de Alfvén. 
La sonda solar Parker se convirtió en la primera nave espacial que cruzó el punto de Alfvén del Sol.

## Definición
El Sol no tiene una superficie sólida. Pese a ello, tiene una atmósfera sobrecalentada, hecha de material solar unido al Sol por la gravedad y las fuerzas magnéticas.
La corona solar se extiende mucho más allá de la superficie solar, o más conocida como fotosfera, y se considera el límite exterior del Sol. La corona marca la transición al viento solar que se mueve a través del Sistema Solar. 
Este límite está definido por la distancia a la que las perturbaciones en el viento solar no pueden propagarse de regreso a la superficie solar. Esas perturbaciones no pueden propagarse hacia el Sol si la velocidad del viento solar saliente supera Mach uno, la velocidad del 'sonido' tal como se define para el viento solar. Esta distancia forma una 'superficie' irregular alrededor del Sol que se denomina punto de Alfvén.
También se puede describir como un punto donde la gravedad y los campos magnéticos son demasiado débiles para contener el calor y la presión que alejan el material del Sol. Este es el punto donde termina la atmósfera solar y comienza el viento solar.

Adhikari, Zank y Zhao (2019) definen al punto de Alfvén como:
La ubicación en la que la velocidad del viento solar a gran escala {\displaystyle U} y la velocidad de Alfvén {\displaystyle V_{\text{A}}} son iguales, y por lo tanto separa el flujo coronal sub-Aflvénico | {\displaystyle U} |≪| {\displaystyle V_{\text{A}}} | del flujo de viento solar superalfvénico | {\displaystyle U} |≫| {\displaystyle V_{\text{A}}} |
DeForest, Howard y McComas (2014) definen al punto de Alfvén como:
Un límite natural que marca la desconexión causal de los paquetes individuales de plasma y flujo magnético del Sol mismo. El punto de Alfvén es el lugar donde el movimiento radial del viento solar acelerado pasa la velocidad radial de Alfvén y, por lo tanto, cualquier desplazamiento de material no puede llevar información de regreso a la corona. Por lo tanto, es el límite exterior natural de la corona solar y el límite interior del espacio interplanetario.

## Investigaciones
Los investigadores no estaban seguros de dónde se encontraba exactamente la superficie crítica de Alfvén del Sol. Según las imágenes remotas de la corona, las estimaciones la situaban entre 10 y 20 radios solares de la superficie del Sol. El 28 de abril de 2021, durante su octavo sobrevuelo del Sol, la sonda solar Parker de la NASA encontró las condiciones magnéticas y de partículas específicas en 18,8 radios solares que indicaban que penetró en el punto de Alfvén; la sonda midió el entorno de plasma del viento solar con sus instrumentos FIELDS y SWEAP . Este evento fue descrito por la NASA como "tocar el Sol". Durante el sobrevuelo, Parker Solar Probe entró y salió de la corona varias veces. Esto probó las predicciones de que la superficie crítica de Alfvén no tiene la forma de una bola lisa, sino que tiene picos y valles que arrugan su superficie.